# Ville-sous-Anjou
Ville-sous-Anjou là một xã thuộc tỉnh Isère, trong vùng Rhône-Alpes ở đông nam nước nước Pháp. Xã này nằm ở khu vực có độ cao trung bình 259 mét trên mực nước biển. Theo điều tra dân số năm 1999 của INSEE, xã có dân số 1009 người.
Thị trấn có bảo tàng động vật
1. ↑  "Bản sao đã lưu trữ". Bản gốc lưu trữ ngày 14 tháng 4 năm 2009. Truy cập ngày 26 tháng 6 năm 2010.